# 大林城 (三河国)
大林城（おおばやしじょう）は、愛知県岡崎市鍛埜町字カクレヤにあった中世の日本の城（山城）。

## 歴史
『額田町史』によると初代城主は二重栗内記。1415年に松平親氏が麻生城攻め落としその後、大林城も攻め落とした。その際に城はそのまま廃城になった。